# Velcra
Velcra est un groupe de metal industriel et nu metal finlandais, originaire d'Helsinki. Velcra compte au total trois albums studio, Consequences of Disobedience (2002), Between Force and Fate (2005), et Hadal (2007). Le groupe cesse ses activités en 2008.

## Biographie
Formé en 1999 par Jessy Frey et O.D., Velcra qui évolue dans un metal industriel est rapidement devenu connu en Finlande. Ils signent rapidement avec Virgin Records pour réaliser un album complet. Leur première démo est terminée et publiée en 2000. En 2002, Velcra sort Consequences of Disobedience, le premier album. Les simples Can't Stop Fighting et My Law permettent, en atteignant la 5e place des charts finlandais, d'augmenter la notoriété du groupe.  
En 2005, le groupe sort son deuxième album intitulé Between Force and Fate ainsi que le simple Our Will Against their Will qui atteint la troisième place des charts finlandais. Le groupe a aussi réalisé deux vidéo clips, un pour le titre Memory Loss et un pour le titre The Bong Song. Le 30 mars 2007, Velcra sort, en Finlande et sur iTunes, son troisième album intitulé Hadal. Au début de 2008, Tomi Koivusaari quitte le groupe, et est remplacé par Timo Hänninen. Le groupe cesse ses activités la même année.

## Membres

### Derniers membres
- Jessi Frey - chant
- O.D. - guitare, programmation
- Ramonius - basse
- DJ Freak - claviers, échantillonneur
- Timo Hänninen - guitare

### Anciens membres
- Teb Bonnet - basse (2001-2005)
- Mikko Herranen - batterie (2001-2006)
- Wille Hartonen - basse
- Tomi Koivusaari - guitare

## Discographie
- 2002 : Consequences of Disobedience
- 2005 : Between Force and Fate
- 2007 : Hadal